# Rudolf Seifert (politik)
Rudolf Seifert (* 21. června 1960 Brno) je český politik, malíř, fotograf, novinář a regionální publicista, v letech 2008 až 2012 a opět 2020 až 2024 zastupitel Zlínského kraje, v letech 2014 až 2023 starosta města Holešov na Kroměřížsku (dříve mezi lety 2006 a 2014 místostarosta města). Byl členem ODS a TOP 09.

## Život
Dětství trávil ve Slavkově u Brna, po rozvodu rodičů se s matkou přestěhoval do Kroměříže. Po základní škole se vyučil zámečníkem, při zaměstnání v PAL Magnetonu Kroměříž vystudoval Střední průmyslovou školu v Prostějově a složil maturitní zkoušku. Od roku 1993 pracoval v Hulíně v závodu Slévárny Pilana, o dva roky později nastoupil na Městský úřad v Holešově, kde vedl městské noviny, později se stal vedoucím kulturního odboru města. Ve druhé polovině 90. let vystudoval dálkově na Univerzitě Palackého v Olomouci žurnalistiku a poté na Univerzitě Tomáše Bati ve Zlíně obor PR a marketing.
Od 70. let vědomě odmítal spolupracovat s komunistickým režimem a stýkal se s lidmi kolem undergroundu. Členové mezi sebou šířili zakázanou literaturu i hudbu. V době sametové revoluce v roce 1989 byl již ženatý a bydlel v Holešově. Ihned se zapojil do iniciativy nově vzniklého Občanského fóra a stal se jeho členem. Podílel se na šíření petice Několik vět vypracované hnutím Charta 77. Po zániku Občanského fóra se stal jedním ze zakladatelů ODS v Holešově.
Rudolf Seifert žije od roku 1983 ve městě Holešov na Kroměřížsku, konkrétně v místní části Všetuly. Angažuje se také v Mikroregionu Holešovsko, kde zastává funkci místopředsedy.

### Ocenění
V rámci celorepublikového projektu „Naše město 2021“ byl oceněn Cenou Jože Plečnika. Ocenění je určeno osobnostem, které se nejvíce zasloužily o uchování a obnovu kulturního bohatství českých měst a o jejich současný rozvoj. Rudolfu Seifertovi byla cena mimo jiné udělena za celoživotní přínos v ochraně a rozvoji kulturního dědictví českých měst.

## Politická kariéra
V komunálních volbách v roce 1994 kandidoval jako člen ODS do zastupitelstva města Holešov, ale neuspěl. Zvolen byl až ve volbách v roce 2002, když jako nezávislý vedl kandidátku subjektu Sdružení US-DEU, NK. Uskupení získalo celkem dva mandáty. Mandát zastupitele obhájil ve volbách v roce 2006 jako nestraník za US-DEU a lídr kandidátky subjektu Koalice pro Holešov (US-DEU, SZ a SNK ED). I ve volbách v roce 2010 byl zvolen za subjektu Koalice pro Holešov (TOP 09, STAN, US-DEU, SZ a nezávislí kandidáti), tentokrát už jako člen TOP 09. Po dvě volební období, v letech 2006 až 2014, navíc vykonával i funkci místostarosty města.
Rovněž ve volbách v roce 2014 byl zvolen zastupitelem města, a to z pozice člena TOP 09 a lídra kandidátky Koalice pro Holešov (TOP 09, STAN a nezávislí kandidáti). Na začátku listopadu 2014 se navíc stal starostou města. Ve volbách v roce 2018 nejprve obhájil mandát zastupitele města jako člen TOP 09 a lídr kandidátky Koalice pro Holešov (TOP 09, STAN, Zelení a nezávislí kandidáti). Následně byl na konci října 2018 zvolen podruhé starostou města. V komunálních volbách v roce 2022 obhájil mandát zastupitele města, když kandidoval již jako nezávislý na kandidátce subjektu „Koalice pro Holešov“ (tj. Zelení, Piráti, TOP 09 a nezávislí kandidáti). Dne 17. dubna 2023 byl z funkce starosty odvolán a nahradil ho Milan Fritz.
V krajských volbách v roce 2008 byl zvolen jako nestraník za hnutí NSK zastupitelem Zlínského kraje, a to na kandidátce subjektu STAROSTOVÉ A NEZÁVISLÍ PRO ZLÍNSKÝ KRAJ (hnutí NSK a hnutí ZHN). Ve volbách v roce 2012 mandát krajského zastupitele obhajoval jako člen TOP 09 za subjekt Starostové a TOP 09 pro Zlínský kraj, ale neuspěl. Kandidoval též jako člen TOP 09 na samostatné kandidátce TOP 09 ve volbách v roce 2016, ale opět neuspěl. Znovu se tak stal zastupitelem Zlínského kraje až ve volbách v roce 2020, když kandidoval stále ještě jako člen TOP 09 na kandidátce hnutí STAN.
V letech 2010 až 2022 byl členem TOP 09. Ze strany však v roce 2022 vystoupil a ve volbách do Senátu PČR v roce 2022 kandidoval jako nestraník za hnutí STAN v obvodu č. 76 – Kroměříž. Jeho kandidaturu oficiálně podpořila Koalice pro Holešov a Spojenci pro Kroměříž. Se ziskem 17,44 % se umístil na 4. místě a do druhého kola voleb tak nepostoupil.
Ve volbách v září 2024 obhajoval mandát krajského zastupitele z pozice nestraníka za hnutí STAN na kandidátce uskupení „STAROSTOVÉ pro Zlínský kraj s podporou TOP 09 a ZVUK 12“. Mandát se mu však obhájit nepodařilo.